# Hayden Hackney
Hayden Rhys Hackney (Redcar, Inglaterra, 26 de junio de 2002) es un futbolista británico que juega como centrocampista en el Middlesbrough F. C. de la EFL Championship.

## Primeros años
Nació en Redcar.

## Trayectoria
Ingresó en la academia del Middlesbrough F. C. en la categoría sub-10. Tras haber formado parte del equipo del Middlesbrough que alcanzó la final de la Copa de la Premier League sub-18 en 2019, firmó su primer contrato profesional con el club el 26 de junio de 2019, cuando cumplió 17 años. Poco después de ser nombrado en el banquillo del primer equipo para un partido contra el Barnsley F. C. en noviembre de 2019, fue elogiado por el entrenador del Middlesbrough Jonathan Woodgate, afirmando Woodgate que "Hayden Hackney merece estar ahí porque ha estado sobresaliente con los sub-23". Debutó con el primer equipo el 9 de enero de 2021, como titular, en la derrota por 2-1 en la FA Cup ante el Brentford F. C. Debutó en liga con el club en el último partido de la temporada como suplente en la derrota por 3-0 ante el Wycombe Wanderers F. C. Ese mismo mes firmó un nuevo contrato de dos años con el club.
El 31 de agosto de 2021 se incorporó al del Scunthorpe United F. C. de la EFL League Two en calidad de cedido hasta enero de 2022. Tras jugar en la mayoría de los partidos de la primera mitad de la temporada, su cesión m se amplió hasta el final de la temporada. En el minuto 15 de la derrota por 2-0 ante el Exeter City F. C., fue sorprendido escupiendo a un oponente. El árbitro no lo vio en ese momento, pero después del partido, la Asociación Inglesa de Fútbol confirmó que Hackney había admitido haber escupido y fue sancionado con seis partidos de suspensión.
El 19 de octubre de 2022 marcó su primer gol con el Middlesbrough F. C. contra el Wigan Athletic F. C. en una victoria por 4-1.

## Selección nacional
Representó a Inglaterra en la categoría sub-15. También es elegible para representar a Escocia porque su madre nació en Edimburgo, y fue seleccionado por el equipo de Escocia sub-21 en noviembre de 2022.

## Estilo de juego
Juega como centrocampista central. Suele jugar como mediapunta en profundidad gracias a su habilidad en la posesión del balón.

## Estadísticas

### Clubes
Actualizado al último partido jugado el 10 de abril de 2023.
| Club                               | Div.          | Temporada     | Liga  | Liga  | Liga   | Copas nacionales | Copas nacionales | Copas nacionales | Copas internacionales | Copas internacionales | Copas internacionales | Total | Total | Total  |
| Club                               | Div.          | Temporada     | Part. | Goles | Asist. | Part.            | Goles            | Asist.           | Part.                 | Goles                 | Asist.                | Part. | Goles | Asist. |
| ---------------------------------- | ------------- | ------------- | ----- | ----- | ------ | ---------------- | ---------------- | ---------------- | --------------------- | --------------------- | --------------------- | ----- | ----- | ------ |
| Middlesbrough F. C. Inglaterra     | 2.ª           | 2020-21       | 1     | 0     | 0      | 1                | 0                | 0                | ―                     | ―                     | ―                     | 2     | 0     | 0      |
| Middlesbrough F. C. Inglaterra     | 2.ª           | 2021-22       | 0     | 0     | 0      | 1                | 0                | 0                | ―                     | ―                     | ―                     | 1     | 0     | 0      |
| Scunthorpe United F. C. Inglaterra | 4.ª           | 2021-22       | 28    | 0     | 2      | 3                | 0                | 0                | ―                     | ―                     | ―                     | 31    | 0     | 2      |
| Scunthorpe United F. C. Inglaterra | Total club    | Total club    | 28    | 0     | 2      | 3                | 0                | 0                | 0                     | 0                     | 0                     | 31    | 0     | 2      |
| Middlesbrough F. C. Inglaterra     | 2.ª           | 2022-23       | 30    | 1     | 4      | 2                | 0                | 0                | ―                     | ―                     | ―                     | 32    | 1     | 4      |
| Middlesbrough F. C. Inglaterra     | Total club    | Total club    | 31    | 1     | 4      | 4                | 0                | 0                | 0                     | 0                     | 0                     | 35    | 1     | 4      |
| Total carrera                      | Total carrera | Total carrera | 59    | 1     | 6      | 7                | 0                | 0                | 0                     | 0                     | 0                     | 66    | 1     | 6      |

## Palmarés

### Títulos internacionales
| Título          | Equipo            | Sede       | Año  |
| --------------- | ----------------- | ---------- | ---- |
| Eurocopa Sub-21 | Inglaterra sub-21 | Eslovaquia | 2025 |